# بريبن إلكيير لارسن
بربين ألكيير لارسن (بالدنماركية: Preben Elkjær)‏، من مواليد 11 سبتمبر 1957 في كوبنهاغن في الدنمارك، لاعب كرة قدم دنماركي سابق.
بدأ مسيرته الكروية مع نادي فونلوس في عام 1976، ولعب معهم 15 مباراة وسجل 7 أهداف، وفي موسم 1977/1978 انتقل إلى نادي كولن الألماني، ولعب معهم 9 مباريات وسجل هدف واحد، وفي عام 1978 انتقل إلى نادي لوكيرين، ولعب معهم حتى عام 1984، وشارك معهم في 190 مباراة وسجل 98 هدف، وفي عام 1984 انتقل إلى نادي فيرونا الإيطالي، ولعب معهم حتى عام 1988، وشارك معهم في 130 مباراة وسجل 48 هدف، وفي عام 1988 انتقل إلى نادي فيلي، ولعب معهم 45 مباراة وسجل 12 هدف، واعتزل معهم في عام 1990.
و قد لعب مع منتخب الدنمارك لكرة القدم بين عامي 1977 و1988، وقد شارك معهم في 69 مباراة وسجل 38 هدف.

## روابط خارجية
- بريبن إلكيير لارسن على موقع IMDb (الإنجليزية)
- بريبن إلكيير لارسن على موقع قاعدة بيانات الفيلم (الإنجليزية)
- بريبن إلكيير لارسن على موقع الاتحاد الدولي (مؤرشف)  (الإنجليزية)
- بريبن إلكيير لارسن على موقع الاتحاد الأوربي (الإنجليزية)
- بريبن إلكيير لارسن على موقع قاعدة بيانات كرة القدم.إي يو (الإنجليزية)
- بريبن إلكيير لارسن على موقع بيانات كرة القدم. دي إي (الألمانية)
- بريبن إلكيير لارسن على موقع ناشيونال فوتبول تيمز (الإنجليزية)